# بولين بارمنتييه
بولين بارمنتييه (بالفرنسية: Pauline Parmentier)‏ مواليد 31 يناير 1986 في كوسيك، في دولة فرنسا، هي لاعبة كرة مضرب فرنسية تلعب باليد اليمنى وتحتل حالياً المرتبة رقم. 118 (2 مارس 2016) في تصنيف رابطة محترفات كرة المضرب. أعلى تصنيف لها في الفردي كان المركز الـ 40 في سنة 2008. شاركت في دورة الألعاب الأولمبية الصيفية.

## روابط خارجية
- بولين بارمنتييه على موقع رابطة محترفات التنس (الإنجليزية)
- بولين بارمنتييه على موقع الاتحاد الدولي لكرة المضرب (الإنجليزية)
- بولين بارمنتييه على موقع كأس بيلي جين كينغ (الإنجليزية)
- بولين بارمنتييه على موقع خلاصة التنس.كوم (الإنجليزية)
- بولين بارمنتييه على موقع إي إس بي إن.كوم (الإنجليزية)
- بولين بارمنتييه على موقع اللجنة الأولمبية الدولية (الإنجليزية)
- بولين بارمنتييه على موقع أوليمبيديا (الإنجليزية)
- بولين بارمنتييه على موقع اللجنة الأولمبية الفرنسية (مؤرشف) (الفرنسية)